# Straßenbahn München Baureihe T

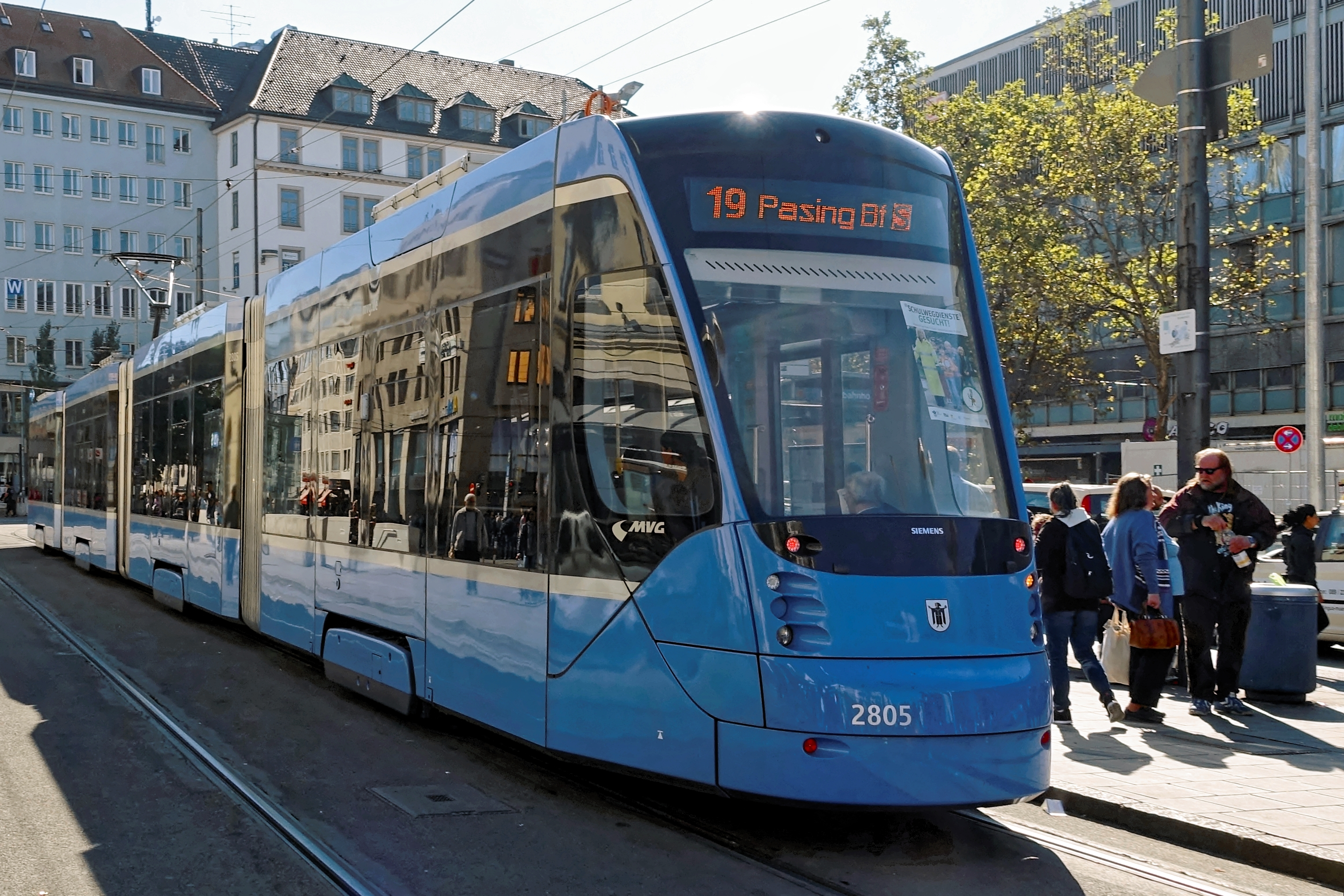
Rückseite des T-Wagens 2805

Als Baureihe T wird die 16. Triebwagen-Generation der Münchner Straßenbahn bezeichnet. Sie besteht aus Fahrzeugen des Typs Avenio, die zum Großteil in Wien-Simmering von Siemens gebaut wurden. Die Straßenbahnen werden von der Münchner Verkehrsgesellschaft (MVG) betrieben. Die viergliedrigen Gelenkwagen haben eine Länge von 36,85 Metern, sind 3,55 Meter hoch, 2,30 Meter breit und haben ein Leergewicht von 47,8 Tonnen. Die Fahrzeuge der Kleinserie, die offiziell als Baureihe T bezeichnet wird, wurden zwischen 2013 und 2014 bzw. 2017 ausgeliefert und nahmen im September 2014 bzw. im Dezember 2018 den Fahrgastbetrieb auf.

## Geschichte

### Planung, erste Auslieferung und Vorstellung
Die MVG ließ sich ursprünglich eine Option zum Kauf von acht weiteren Zügen des Vorgängermodells, der Baureihe S – eine Variobahnreihe von Stadler Rail – offen. Die Option wurde jedoch nach Zulassungsproblemen der Variobahnen nicht wahrgenommen. Dennoch wurden die Züge für ein expandierendes Verkehrsnetz und im Zuge der sogenannten Angebotsoffensive 2010–2020, womit ein dichterer Takt auf diversen Strecken gemeint ist, von Seiten der MVG benötigt. Daher bestellte die Verkehrsgesellschaft am 28. September 2012 acht Modelle des Avenios von Siemens. Die Fahrzeuge sollten vor allem auf Routen mit hohem Fahrgastaufkommen, also auf den Linien 17, 19, 20, 21 und 22, eingesetzt werden. Durch mangelnde Zeit – die MVG benötigte die Fahrzeuge bereits zum Fahrplanwechsel am 15. Dezember 2013, um die dort geplanten Erneuerungen wahrnehmen zu können – mussten die ersten Wagen noch im selben Jahr ausgeliefert werden. Allerdings wurde der 15. Dezember nicht offiziell als Datum des ersten Fahrgasteinsatzes von der MVG bestätigt, nachdem bereits das Vorgängermodell Zulassungsschwierigkeiten hatte. Siemens lieferte die ersten sechs Züge binnen Jahresfrist aus. Die Garnituren wurden in Wien-Simmering hergestellt; die Drehgestelle stammen aus dem Werk in Graz.
Der erste Wagen mit der Nummer 2801 wurde schließlich in der Nacht vom 28. auf den 29. Oktober 2013 im Betriebshof 2 an der Einsteinstraße ausgeliefert. Am 4. November 2013 wurde die Tram erstmals Medien und Ehrengästen aus Stadtverwaltung, Politik und Wirtschaft sowie Mitarbeitern der MVG durch ihren Chef Herbert König und Siemens-Managerin des Business Unit Urban Transport Sandra Gott-Karlbauer in einem abgedunkelten Raum des Betriebshofs an der Einsteinstraße vorgestellt. Gott-Karlbauer meinte, dass Siemens mit der Tram, die sie „(t)rotz des außergewöhnlich engen Zeitplans […] in Rekordzeit“ produziert haben, den „Anspruch, im deutschen und europäischen Markt […] zu einer führenden Rolle“ im Bereich der Straßenbahnproduktion zurückzukehren haben. Neben dem eigentlichen Fahrzeug wurde auch ein Modell der Tram vorgestellt. Nach der Vorstellung wurde das erste ausgelieferte Fahrzeug für notwendige Testfahrten auf der Siemens-Teststrecke im Prüf- und Validationcenter in Wegberg zurück zum Hersteller geschickt, während am zweiten ausgelieferten Fahrzeug, dem Wagen 2802, umfangreiche Einstellungsarbeiten und Tests in München erfolgen sollten.

### Weitere Auslieferungen und Testphase
Am 6. November 2013 wurde die Tram 2801 wie geplant zurück zum Hersteller geschickt; in der Nacht auf den 12. November wurde schließlich der zweite Wagen, mit dem Test- und Probefahrten in München durchgeführt werden sollten, der MVG ausgeliefert. Das Fahrzeug 2801 kam am 11. Januar 2014 zurück nach München.
Anfang Dezember 2013 gab König jedoch bekannt, dass die Straßenbahnen durch eine verspätete Fertigstellung beziehungsweise Inbetriebsetzung und damit auch ein verspätetes Zulassungsverfahren frühestens ab Januar und nicht bereits zum Fahrplanwechsel den Betrieb ausgenommen werden kann. Eine Siemens-Sprecherin meinte jedoch, der Verzug der Auslieferung beliefe sich lediglich auf wenige Tage. Bis Mitte Dezember hätten sechs Straßenbahnen bereits geliefert sein sollen; nun musste die Zahl auf vier korrigiert werden. Letztendlich befanden sich bis zum Jahresende nur drei Avenios im Münchner Depot. Parallel dazu konnten auch die neuen U-Bahnen, die bereits im Depot der MVG standen, nicht den Betrieb wie geplant aufnehmen. Im Januar 2014 ließ die MVG verlauten, die neuen Trams ab dem 28. April 2014 einsetzen zu wollen.
Bei den Fahrzeugen 2802 und 2805 mussten im Januar 2014 in einem Siemens-Werk in München-Allach Verbesserungen vorgenommen werden.
Am 7. März 2014 wurde der Wagen 2804 erstmals mit zahlreichen technischen Messeinrichtungen auf dem öffentlichen Verkehrsnetz in Betrieb genommen. Er fuhr vom Betriebshof an der Einsteinstraße bis zur Hauptwerkstätte an der Ständlerstraße. Dort absolvierte er auf dem Bremsgleis zahlreiche Messfahrten und fuhr am 20. März zurück in das Depot an der Einsteinstraße.
Bis zum 24. April 2014 waren alle Avenios in München ausgeliefert. Obwohl durch Testfahrten die Trams bereits im Münchner Straßenbahnnetz im Einsatz waren, musste der angestrebte Fahrgasteinsatztermin wieder aufgegeben werden, da die Zulassung der Fahrzeuge durch die Regierung von Oberbayern noch nicht vorlag. Damit konnte die geplante Taktverdichtung erneut nicht realisiert werden. Gleiches galt parallel bei den U-Bahnen für die ebenfalls von Siemens gekauften C2-Züge.
In der Nacht vom 25. auf den 26. April 2014 wurden Tests und Messungen auf um dieser Uhrzeit nicht befahrenen Strecken mit dem Wagen 2801 durchgeführt. Dies waren die ersten Tests im Münchner Straßenbahnnetz mit dem Fahrzeug. In der Folgezeit wurden zahlreiche weitere Testfahrten mit diesem Fahrzeug im Münchner Straßenbahnnetz unternommen. Ab Mitte des Folgemonats wurde auch Wagen 2804 bei Testfahrten gesichtet. Unter anderem wurde die Profilfreiheit sowie das Fahrzeugverhalten bei maximaler Auslastung auf allen Strecken simuliert. Ab September machte auch Wagen 2805 Testfahrten außerhalb des Straßenbahnbetriebshofs an der Einsteinstraße.

### Probebetrieb
Nach Nachbesserungen an den Trams waren Mitte September die Tests abgeschlossen und die Zulassung wurde für einen Probebetrieb erteilt. Am 17. September 2014 nahm schließlich weltweit der erste Siemens Avenio den Fahrgastbetrieb auf: Der Wagen 2807 fuhr auf der Strecke der Linie 19, der einzigen für diesen Fahrzeugtyp zugelassenen Strecke. Bereits einen Tag vorher schulte die MVG praktisch auf der Strecke der Tram 19 Trambahnfahrer mit dem Wagen 2805. Dieser Wagen war mit Wagen 2801 und 2807 vorläufig für den Fahrgasteinsatz zugelassen. Mit der ersten Fahrt des Avenios mit Fahrgästen waren insgesamt sechs verschiedene Straßenbahntypen gleichzeitig in München im Einsatz, so viele wie seit 1975 nicht mehr. Die Straßenbahn wurde von Presse, Fahrern und Fahrgästen neben dem Design vor allem durch seine „ruhige Fahrweise“ positiv aufgenommen. Seit Anfang Oktober kamen mehr und mehr Fahrzeugeinsätze hinzu, nachdem genug Personal dafür ausgebildet wurde.
Am 19. September 2014 wurde der Wagen 2806 nach Berlin gebracht, damit er dort vom 23. bis zum 26. September auf der InnoTrans vorgestellt werden konnte.
Durch die ersten Fahrten der Baureihe T wurden andere Trams frei, mit welchen die geplante Angebotsoffensive für andere Linien durchgeführt werden konnte. Während die ersten Fahrzeuge den Fahrgastbetrieb aufnahmen, diente Wagen 2801 noch immer für Mess- und Probefahrten. In den Morgenstunden des 18. Novembers 2014 blieb ein Avenio wegen defekter Elektronik im Linieneinsatz hängen, sodass der Tramverkehr auf zwei Strecken zum Erliegen kam. Dies war der erste große Defekt des Avenios im Linieneinsatz. Bis zum 23. Dezember 2014 konnten alle Münchner Avenios systematisch in den Fahrgastbetrieb aufgenommen werden. Die Fahrschulung wurde inzwischen auf verschiedenen Trams auch außerhalb der Strecke der Tram 19 erweitert.
Am 31. Juli 2015 lief die vorläufige Zulassung für die Avenios aus und wurde von der Technischen Aufsichtsbehörde laut der Münchner Verkehrsgesellschaft unerwartet nicht verlängert, obwohl sämtliche Unterlagen und Tests der Aufsichtsbehörde vorgelegt wurden und es keine nennenswerte Störungen gab. Die Aufsichtsbehörde meinte jedoch, dass es sich bei den Unterlagen um „sicherheitsgerichtete Anwendungsbedingungen“ handeln würde, die für einen sicheren Betrieb gegeben sein müssten. Bevor die Trams weiterfahren könnten, müssten diese bereits vorliegende Unterlagen von der MVG noch überprüft werden. Im Rahmen der bayerischen Sommerferien und des daraus resultierenden Ferienbetriebs kam es jedoch nicht zu Einschränkungen.
Elf Tage nach der Betriebseinstellung wurden die Unterlagen gesichtet und der Betrieb durfte bis zum 30. September 2015 vorerst wieder aufgenommen werden. Bis dahin wurden noch einzelne Nachweise nachgereicht, bis die MVG am 30. September 2015 eine dauerhafte Betriebserlaubnis von der Technischen Aufsichtsbehörde erhielt.

### Weitere Bestellungen

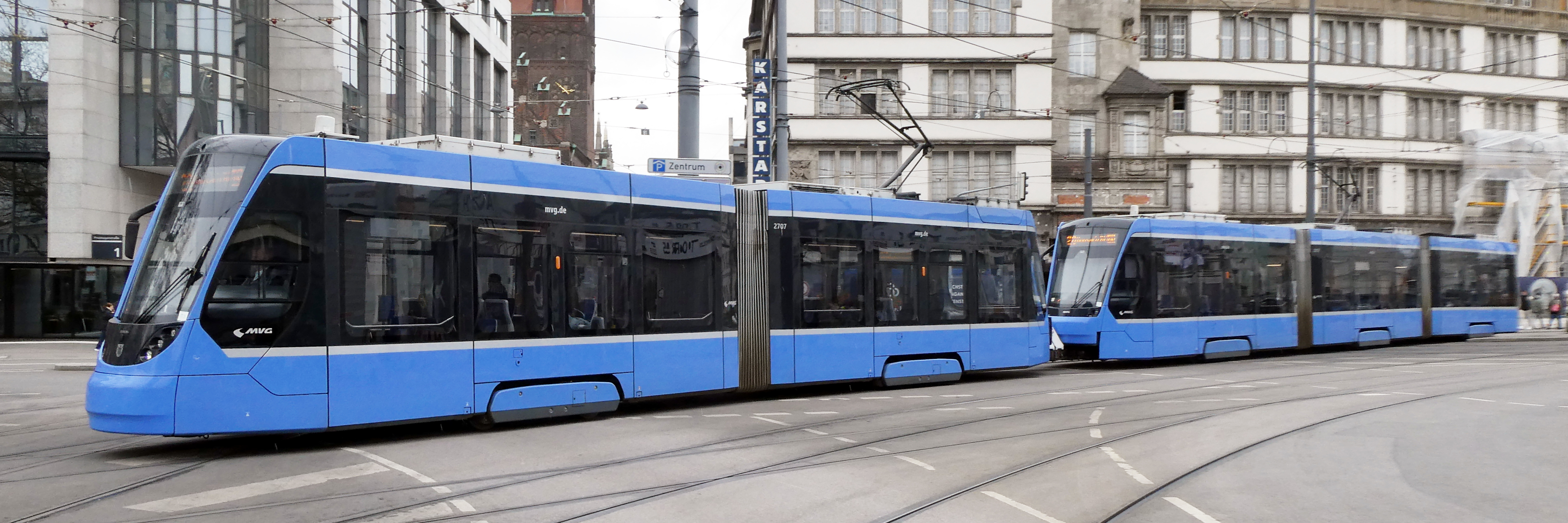
Doppeltraktion von Zwei- und Dreiteiler der zweiten Bauserie auf der Linie 20

Im Oktober 2015 bestellte die MVG nach einer Ausschreibung, die der Hersteller Siemens gewann, weitere 22 Fahrzeuge des gleichen Fahrzeugtyps, zusätzlich vereinbarte die MVG eine Option auf bis zu 124 weitere Fahrzeuge. Neun Zweiteiler und neun Dreiteiler werden nach Verlängerung einzelner Bahnsteige bevorzugt als insgesamt fünfteilige Doppeltraktion auf den sechs Kursen der stark ausgelasteten Linie 20 entlang der Dachauer Straße eingesetzt, zusätzlich wurden vier Vierteiler bestellt, die zur Kapazitätserhöhung auf einigen Linien dienen. Sie besitzen außerdem eine andere Ausstattung als die Wagen der ersten Serie, z. B. andere Sitzmodelle. Nachdem der erste Wagen 2017 ins Prüfcenter nach Wildenrath zu Tests gelangte, wurden ab Dezember 2017 der erste Wagen nach München ausgeliefert. Nachdem sich der Zulassungsprozess verzögerte, werden seit Dezember 2018 alle Vierteiler auf der Linie 19 und fünf der neun Zweiteiler auf der Linie 12 im Linienbetrieb eingesetzt, die restlichen vier Zweiteiler erhielten im April 2019 die Zulassung für den Linienbetrieb. Zum Fahrplanwechsel am 15. Dezember 2019 konnten auch die neun Dreiteiler zugelassen werden. Die Zulassung der Doppeltraktionen 2+3 oder 3+2 erfolgte im Februar 2023, die der Konstellation 2+2 erst Ende September 2024. Der Einsatz längerer Züge, 3+3 oder Kombination mit Vierteilern, ist nicht vorgesehen.
Am 4. Juli 2019 löste die MVG die Option zur Bestellung von 73 vierteiligen Fahrzeugen aus. Seit Ende 2021 werden die Wagen der neuen Serie ausgeliefert, erster Einsatz war im August 2023.

## Beschreibung

### Basisdaten
Die Kosten aller acht Züge der ersten Serie, die nach offizieller Bezeichnung die Baureihe T 1.6 bilden, wurde auf 29 Millionen Euro veranschlagt, das entspricht 3,625 Millionen Euro pro Zug. Später wurde der Gesamtpreis auf 32 Millionen Euro, also vier Millionen Euro pro Zug, korrigiert. Die MVG beantragte dazu auch Fördergelder des Freistaat Bayerns. Der Avenio, der in München 47,8 Tonnen schwer ist, kam in der Landeshauptstadt weltweit erstmals zum Einsatz und ist ein Nachfolgemodell des Combinos, der wiederum ein Nachfolgemodell der GTxN-Reihe ist, die als Baureihe R auch in München verkehren. Die Nutzlast der T-Baureihe wird auf 23,6 Tonnen beziffert. Der Avenio besteht aus vier Wagenteilen, bei denen jedes Wagenteil auch mittig ein eigenes Fahrwerk besitzt. Der Aufbau der Waggons hat, anders als die Baureihe S, Drehgestelle direkt unter statt zwischen den einzelnen Wagenkästen. Laut Matthias Hintzen vom Arbeitskreis Attraktiver Nahverkehr bietet dies den Fahrgästen deutlich mehr Komfort.
Wie bereits ihre Vorgänger speisen die Avenios beim Bremsen einen Teil der Energie in das Netz zurück, sodass überschüssige Energie von anderen Zügen genutzt werden kann. Laut Siemens sollen 90 Prozent eines Fahrzeugs der Baureihe T recyclingfähig sein. Mit einer Motorleistung von drei mal 230 Kilowatt kann der Avenio bis zu 70 Kilometer pro Stunde schnell werden. Die Ausstattung des 36,85 Meter langen, 2,30 Meter breiten und 3,55 Meter hohen Avenios entspricht hingegen wieder den Vorgängermodellen: So sind die Trams niederflurig, sodass Fahrgäste stufenlos ein- und aussteigen können und der Stufenraum für Sitzplätze genutzt werden kann.

### Design
Die Anzahl der Türen, die Doppelschwenkschiebetüren sind, wurde von sechs auf acht erhöht, was vor allem auf den stark belasteten Streckenabschnitten einen schnelleren Fahrgastwechsel sowie eine bessere Verteilung der Fahrgäste ermöglicht. Diese Anzahl an Türen gab es zuletzt bei der P-Baureihe aus den 1960er Jahren bei der Münchner Tram.
Der Innenraum hat eine 2+1-Sitzanordnung. Die Sitze über den Fahrwerken sind, wie in den R-1.1-Prototypen, auf Podesten angeordnet. Damit konnte der Sitzabstand minimal erhöht werden. Mit einem Platzangebot für 216 Fahrgäste, davon 69 Sitzplätze und 147 Stehplätze, bietet die Tram ähnlich viel Platz wie die Typen R 3.3 und S. Während sich auf der linken Fahrzeugseite durchgängig zwei Sitze nebeneinander befinden, gibt es rechts breite Einzelsitze. So soll der vorhandene Raum optimal ausgenutzt werden. Fünf von acht Eingangsbereichen wurden mit weniger Sitzplätzen ausgestattet. Sie dienen als Multifunktionszonen, die vor allem ausreichenden Platz für Kinderwägen und Rollstühle bieten, aber auch einen raschen Fahrgastwechsel an den Haltestellen unterstützen sollen. Für Rollstuhlfahrer wurde zusätzlich an der ersten Tür ein Hublift installiert.
Der Fahrgastraum kann wie bereits bei der Variobahn klimatisiert werden. Durch zehn Kameras wird der Fahrgastraum videoüberwacht. Wie bei den neueren Trams der MVG üblich, verfügt die Baureihe T über ein Dynamisches Fahrgastinformationssystem. Dabei verfügt jeder Wagen der Baureihe T über vier Monitor-Einheiten, die die nächsten Haltestellen und Umsteigemöglichkeiten anzeigen. Zudem sind pro Tram zwei Fahrschein-Automaten integriert. Die Haltestangen entlang der Sitzreihen in Richtung des Ganges sind im unteren Bereich in Kontrastfarbe ausgeführt worden. Dadurch entsteht ein „gelbes Band“, das sich durch den kompletten Zug zieht und eine verbesserte Orientierungsmöglichkeit für sehbehinderte Fahrgäste bietet.
Farblich ähnelt der Avenio den in den Firmen-Farben der MVG gestalteten Wagentypen des modernisierten R 2.2 sowie der Münchner Variobahn. Die schnittig gestaltete Fahrzeugfront ist im unteren Bereich weit vorgezogen; darunter verbergen sich die nach neuen EU-Normen vorgeschriebene Crash-Elemente. Der Avenio verfügt über große Panoramafenster, die auch stehenden Fahrgästen einen guten Blick nach draußen ermöglichen sollen. Die Gestaltung wurde von der Abendzeitung und der Zeitung Die Welt als „schnittig“ bezeichnet.
Die Rückwand des Führerstands ist durch eine durchdachte Anordnung der technischen Ausrüstungen im oberen Bereich durchsichtig gestaltet worden, was den Fahrgästen erstmals in den Niederflurtrams Münchens einen Blick über die gesamte Wagenbreite nach vorne ermöglicht und den möglichst transparent gestalteten Innenraum unterstreicht. Alle ergonomisch geformten Sitzplätze wurden im Sinne des Sitzkomforts gepolstert. Die Innen- und Deckenverkleidung ist in neutralen Grautönen gehalten worden. Ein Lichtband über dem Gang dient für eine optimale Ausleuchtung des Innenraums.

### Führerstand
Eine größere Neuerung bietet jedoch vor allem der Führerstand: Durch den straffen Zeitplan konnte er nicht mehr für die MVG angepasst werden. So befindet sich der Taster für Klingel, Sand und Schienenbremse erstmals in einer Münchner Tram in der Fahrersitzlehne statt in einem Schwenktableau. Erstmals bei der Münchner Tram kommt im Führerstand ein Touchscreen, welcher sich mittig im Armaturenbrett befindet, zur Anwendung. Für Fahrlehrer und Lehrfahrer wurde im Führerstand ein Klappsitz integriert. Erstmals ist zur Abfertigung neben dem Rückspiegel auch eine Kamera im Einsatz.
Der Rangierführerstand, durch den die Tram auch rückwärts fahren kann, befindet sich neben der hinteren Sitzgruppe. Ungewöhnlich in München ist, dass der Stromabnehmer über dem zweiten Wagenteil statt über dem ersten angebracht wurde.
Anders als bei den Vorgängerfahrzeugen des Münchner Fuhrparks erfolgte das Klingeln des Warnsignalgebers ursprünglich vollelektronisch durch eine Audiodatei aus dem Bordcomputer, statt über eine Glocke. Dadurch wirkte das Bimmeln der Tram künstlicher als bei den Vorgängern, was vor allem beim Fahrpersonal auf Kritik stieß. Aus diesem Grund ließ die MVG ab März 2016 bei allen Fahrzeugen eine mechanische Warnglocke nachrüsten.

### Änderungen der zweiten und dritten Bauserie

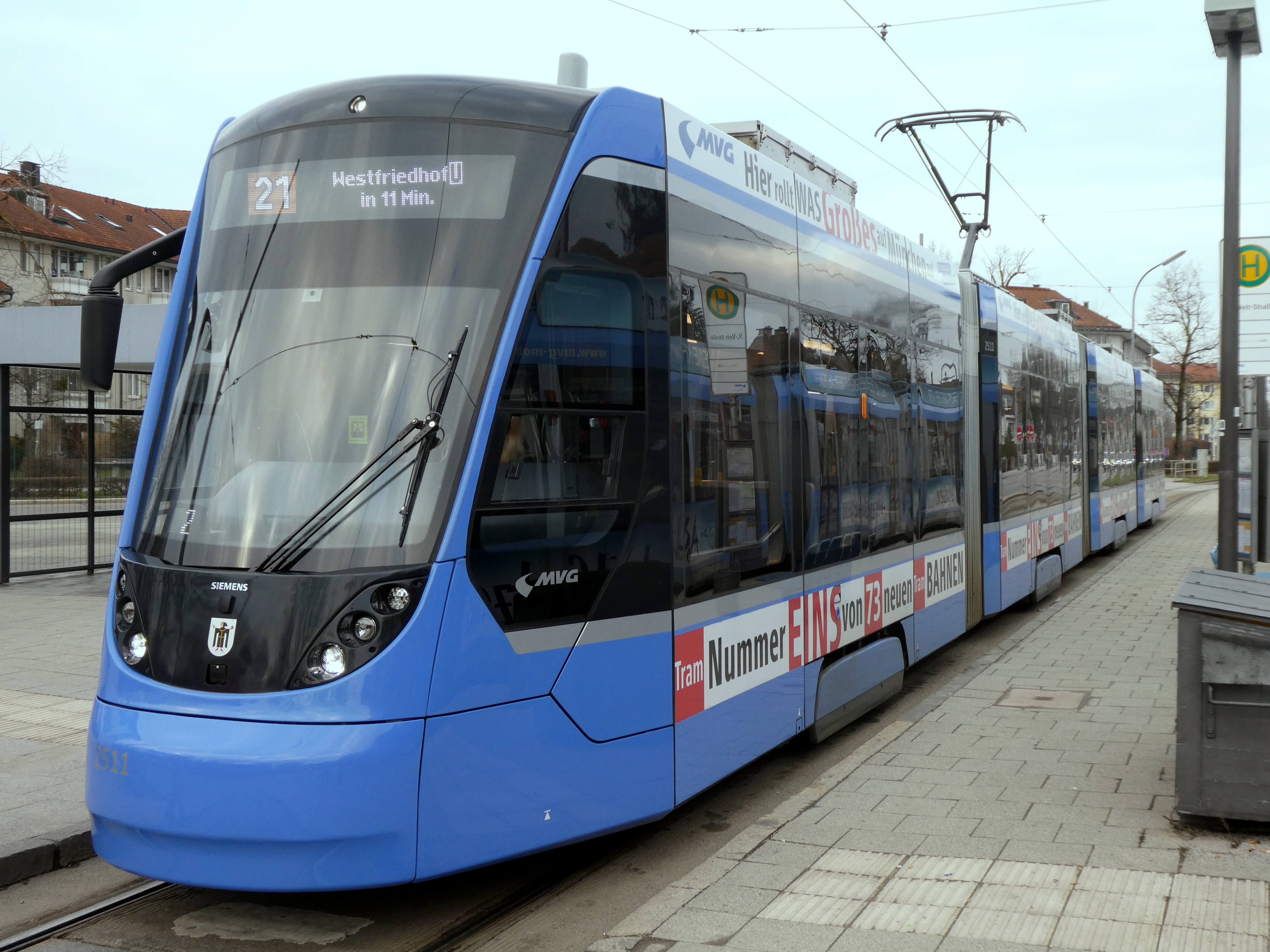
Ein T4.8 der dritten Bauserie

Die Avenios der neueren Bauserien verfügen über einige Änderungen gegenüber ihren Vorgängern. So wurde der Innenraum mit anderen Sitzmodellen ausgestattet, und auch die Anordnung der Sitze verändert, dass durch schmalere Sitze der Durchgang breiter geworden ist. Auch das Fahrgastinformationssystem wurde an veränderten Positionen über dem Wagenübergang angebracht, um für bessere Übersichtlichkeit im Wagen zu sorgen. Die Türen wurden, analog zu den C2-Zügen, mit LED-Lichtstreifen ausgestattet. Der Führerstand wurde an die Münchener Verhältnisse angepasst, die Armlehne mit Türtastern wurde in das Armaturenbrett integriert, ebenso einige Taster von der Anordnung verändert. Die Front wurde ebenfalls neu gestaltet. Bei der dritten Bauserie, dem T4.8 gab es nur marginale Veränderungen. So gibt es eine neue weiß-leuchtende Linien- bzw. Zielanzeige, welche nun auch die Linienfarbe anzeigen kann. Außerdem wurden Sensoren für das Assistenzsystem ADAS sowie eine Kamera hinter der Windschutzscheibe angebracht.

## Fahrzeuge
| Nummer | Variante | geliefert     | Inbetriebnahme | Fahrgasteinsatz seit | Besonderheiten |
| ------ | -------- | ------------- | -------------- | -------------------- | -------------- |
| 2801   | T1.6     | 29. Okt. 2013 | 25. Apr. 2014  | 17. Dez. 2014        |                |
| 2802   | T1.6     | 12. Nov. 2013 | 23. Dez. 2014  | 23. Dez. 2014        |                |
| 2803   | T1.6     | 19. Dez. 2013 | 29. Sep. 2014  | 29. Sep. 2014        |                |
| 2804   | T1.6     | 2014          | 7. März 2014   | 3. Nov. 2014         |                |
| 2805   | T1.6     | 20. Feb. 2014 | 11. Sep. 2014  | 24. Okt. 2014        |                |
| 2806   | T1.6     | 2014          | 10. Dez. 2014  | 10. Dez. 2014        |                |
| 2807   | T1.6     | 28. Jan. 2014 | 17. Sep. 2014  | 17. Sep. 2014        |                |
| 2808   | T1.6     | 24. Apr. 2014 | 18. Dez. 2014  | 18. Dez. 2014        |                |
| 2701   | T2.7     | 28. März 2018 | 28. März 2018  | 11. Dez. 2018        |                |
| 2702   | T2.7     | 26. Apr. 2018 | 2018           | 11. Dez. 2018        |                |
| 2703   | T2.7     | 11. Mai 2018  | 2018           | 11. Dez. 2018        |                |
| 2704   | T2.7     | 2018          | 2018           | 11. Dez. 2018        |                |
| 2705   | T2.7     | 2018          | 2018           | 11. Dez. 2018        |                |
| 2706   | T2.7     | 2018          | 2018           | 23. Apr. 2019        |                |
| 2707   | T2.7     | 2018          | 2018           | 23. Apr. 2019        |                |
| 2708   | T2.7     | 2018          | 2018           | 23. Apr. 2019        |                |
| 2709   | T2.7     | 3. Aug. 2018  | 2018           | 23. Apr. 2019        |                |
| 2751   | T3.7     | 28. März 2018 | 28. März 2018  | 15. Dez. 2019        |                |
| 2752   | T3.7     | 26. Apr. 2018 | 2018           | 15. Dez. 2019        |                |
| 2753   | T3.7     | 11. Mai 2018  | 2018           | 15. Dez. 2019        |                |
| 2754   | T3.7     | 2018          | 2018           | 15. Dez. 2019        |                |
| 2755   | T3.7     | 2018          | 2018           | 15. Dez. 2019        |                |
| 2756   | T3.7     | 2018          | 2018           | 15. Dez. 2019        |                |
| 2757   | T3.7     | 2018          | 2018           | 15. Dez. 2019        |                |
| 2758   | T3.7     | 2018          | 2018           | 15. Dez. 2019        |                |
| 2759   | T3.7     | 3. Aug. 2018  | 2018           | 15. Dez. 2019        |                |
| 2501   | T4.7     | 20. Dez. 2017 | 21. Dez. 2017  | 11. Dez. 2018        |                |
| 2502   | T4.7     | 25. Jan. 2018 | 2018           | 11. Dez. 2018        |                |
| 2503   | T4.7     | 8. Feb. 2018  | 2018           | 11. Dez. 2018        |                |
| 2504   | T4.7     | 22. Feb. 2018 | 2018           | 11. Dez. 2018        |                |
| 2511   | T4.8     | 2021          |                |                      |                |

## Modellzüge
Neben dem eigentlichen Fahrzeug wurde am 4. November 2013 auch ein Modell des Avenios im Betriebshof an der Einsteinstraße vorgestellt, das seither im MVG-Museum ausgestellt ist. Im April 2014 erschien auch eine H0-Modellbahnserie vom Hersteller Halling im Maßstab 1:87. Dabei erschien neben einem Standmodell eine zusätzlich motorisierte Miniaturbahn.

## Testeinsatz in Graz

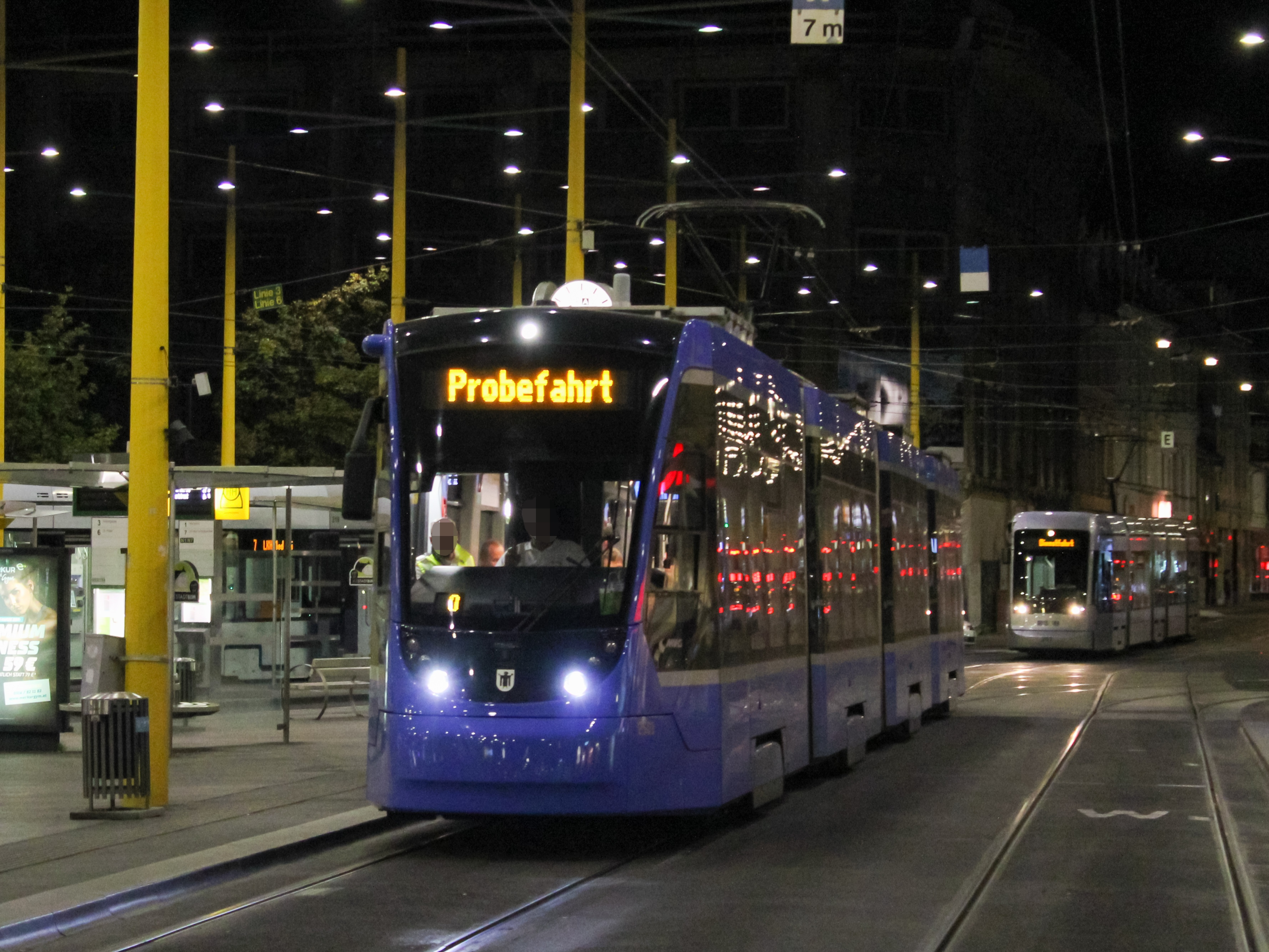
Avenio 2501 während einer Probefahrt am Grazer Jakominiplatz.

Am 10. August 2020 gaben die Graz Linien bekannt, dass der Münchner Avenio 2501 von 12. bis 24. August 2020 Testfahrten im Grazer Straßenbahnnetz absolvieren soll, um Daten für die Ausschreibung der nächsten Fahrzeuggeneration zu sammeln.